# 佳季科維奇 (杜布諾區)
50°34′43″N 25°53′0″E / 50.57861°N 25.88333°E
佳季科維奇（烏克蘭語：Дядьковичі），是烏克蘭的村落，位於該國西北部羅夫諾州，由杜布諾區負責管轄，面積0.1平方公里，海拔高度216米，2001年人口224，人口密度每平方公里2,153.6人。